# Pedro Rodríguez de la Vega
Pedro Rodríguez de la Vega (Mexico-Stad, 18 januari 1940 – Neurenberg (Duitsland), 11 juli 1971) was een Mexicaans autocoureur. 
Hij is de oudere broer van Ricardo Rodríguez. De broers worden soms ook "De Kleine Mexicanen" genoemd. Pedro reed 55 maal een Grandprix in de Formule 1 voor de teams Ferrari, Lotus, Cooper en BRM en scoorde hierin twee overwinningen, een snelste ronde, 7 podia en 71 punten. 
In 1963,1964,1970 en 1971 won hij de 24 uur van Daytona.
In sportwagenraces was zijn eerste grote overwinning met zijn broer Ricardo in de 1000 km van Parijs in 1961, in een Ferrari 250 GT. Hij won de 24 uur van Le Mans 1968 in een Ford GT40 en in 1970-71 won hij acht races in een Porsche 917.

Hij kwam op 11 juli 1971 om het leven op de Norisring in Neurenberg, West-Duitsland, tijdens het besturen van een Ferrari 512 M in een Interserie sportwagenrace.

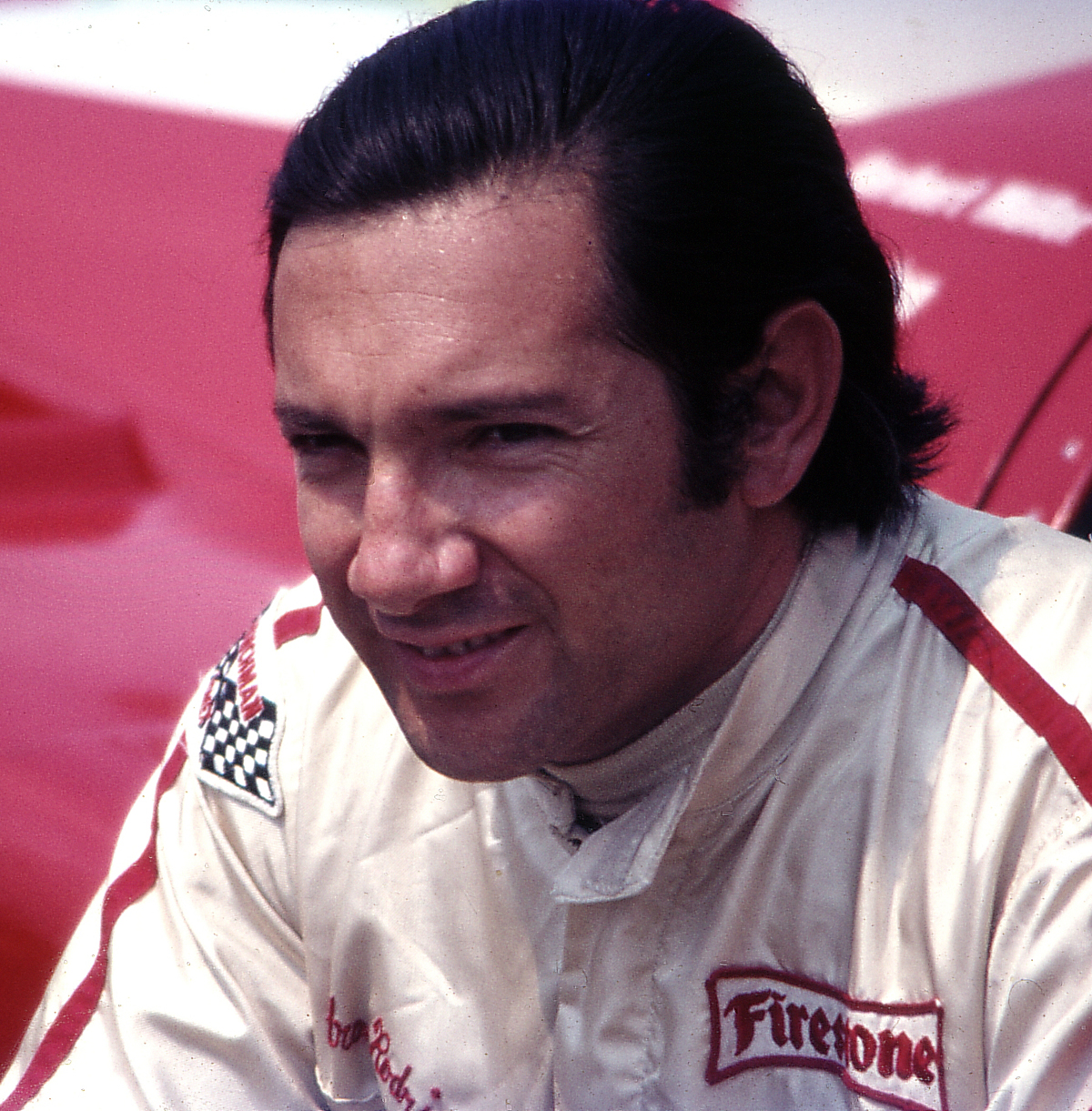
Rodríguez tijdens de Grand Prix Formule 1 van Frankrijk 1971

- Library of Congress Control Number: no2009097060
- Virtual International Authority File: 90575528
- WorldCat: E39PBJhRBKgYrGBkTpJ9fhGbVC